# Lexias dirtea
Lexias dirtea — вид бабочек из семейства нимфалид (Nymphalidae) и подсемейства ленточников и пеструшек (Limenitidinae). 

## Подвиды
- L. d. agosthena Fruhstorfer, 1913 — Гуандун, Лаос, Камбоджа, Вьетнам
- L. d. aquilus Tsukada, 1991 — Архипелаг Анамбас
- L. d. annae Hagen, 1896 — о. Бавеан
- L. d. baliaris Tsukada, 1991 — о. Натау
- L. d. bontouxi (Vitalis de Salvaze, 1924) — Южный Юньнань
- L. d. chalcedonides Fruhstorfer, 1913 — о. Борнео
- L. d. dirtea (Fabricius, 1793) — Нага Хилс (Северо-восточная Индия)
- L. d. inimitabilis Tsukada, 1991 — о. Сиберут (Ментавайские острова)
- L. d. insulanus Tsukada, 1991 — о. Бангка, о. Лингга, о. Сингкеп
- L. d. iwasakii Okubo, 1983
- L. d. javana Fruhstorfer, 1898 — Западный о. Ява
- L. d. khasiana (Swinhoe, 1893) — от Ассам до Бирма, Юньнань
- L. d. merguia (Tytler, 1926) — Южная Мьянма, Южный Таиланд, Малайзия, Танинтайи
- L. d. montana Hagen, 1896 — о. Суматра
- L. d. palawana Moore, 1897 — Филиппины (Балаван)
- L. d. toonchai Murayama & Kimura, 1991 — Северный Таиланд